# Flughafen Puerto Montt El Tepual

i8
i11
i13
Der Flughafen Puerto Montt El Tepual (spanisch: Aeropuerto Internacional Puerto Montt El Tepual) ist ein chilenischer Flughafen, der sich etwa 14 Kilometer westlich der Stadt Puerto Montt in der Región de los Lagos befindet. Er gilt als einer der zentralen Flughäfen Südchiles.
Neben der Nutzung als ziviler Verkehrsflughafen wird er als Militärflugplatz genutzt. Der chilenischen Luftwaffe dient der südlich an das zivile Terminal angrenzende und westlich der Start- und Landebahn gelegenen Bereich unter der Bezeichnung Base Aérea El Tepual als Stützpunkt der III. Luftbrigade, III Brigada Aérea.

## Geschichte
Die Landebahn des Flughafens wurde schon vor 1960 gebaut und spielte somit eine wichtige Rolle in der Versorgung der Bevölkerung der Region nach dem großen Erdbeben vom 22. Mai 1960. Am 11. Mai 1963 wurde der Flughafen offiziell eröffnet. Besonders nach Ende der Diktatur Pinochets wurde von der chilenischen Regierung viel Geld in den Flughafen investiert. In den letzten Jahren stiegen die Passagierzahlen am Flughafen auch stark an, inzwischen hat der Flughafen die drittmeisten Passagiere in Chile, nach dem Flughafen Santiago de Chile und dem Flughafen Antofagasta. Deswegen gibt es Pläne, den Flughafen weiter auszubauen, um auch internationale Flüge abfertigen zu können. So sollen unter anderem soll das Terminal ausgebaut werden und eine weitere Landebahn entstehen.

## Militärische Nutzung
Die Militärbasis dient als Heimat für die III Brigada Aérea der FACh. Ihr untersteht eine fliegende Staffel, Grupo, die mit Helikoptern und kleineren Transportflugzeuge ausgerüstet ist. Daneben gehören einige nicht fliegende Grupos zur Brigade.

## Zwischenfälle
- Am 9. September 1974 wurde eine de Havilland Canada DHC-6-100 Twin Otter der Luftstreitkräfte Chiles (Luftfahrzeugkennzeichen FACh 941) im Anflug auf den Flughafen Puerto Montt El Tepual bei schlechter Sicht gegen Bäume geflogen und stürzte ab. Durch diesen CFIT (Controlled flight into terrain) wurden von den 6 Insassen 5 getötet, zwei Besatzungsmitglieder und alle 3 Passagiere.[5]

- Am 24. Juli 1977 stürzte eine Douglas DC-6B der Luftstreitkräfte Chiles (FACh 989) beim Versuch der nächtlichen Landung auf dem Flughafen Puerto Montt El Tepual in starkem Regen in einen Sumpf und ging in Flammen auf. Von den 82 Insassen kamen 38 ums Leben, alle 7 Besatzungsmitglieder und 31 Passagiere.[6]